# Jovtneve (Vilne Zaporijjea), Novîi Buh
Jovtneve (în ucraineană Жовтневе) este un sat în comuna Vilne Zaporijjea din raionul Novîi Buh, regiunea Mîkolaiiv, Ucraina.

## Demografie
Componența lingvistică a localității Jovtneve
     Ucraineană (97,76%)
     Rusă (2,24%)
Conform recensământului din 2001, majoritatea populației localității Jovtneve era vorbitoare de ucraineană (97,76%), existând în minoritate și vorbitori de rusă (2,24%).